# Голубой карлик

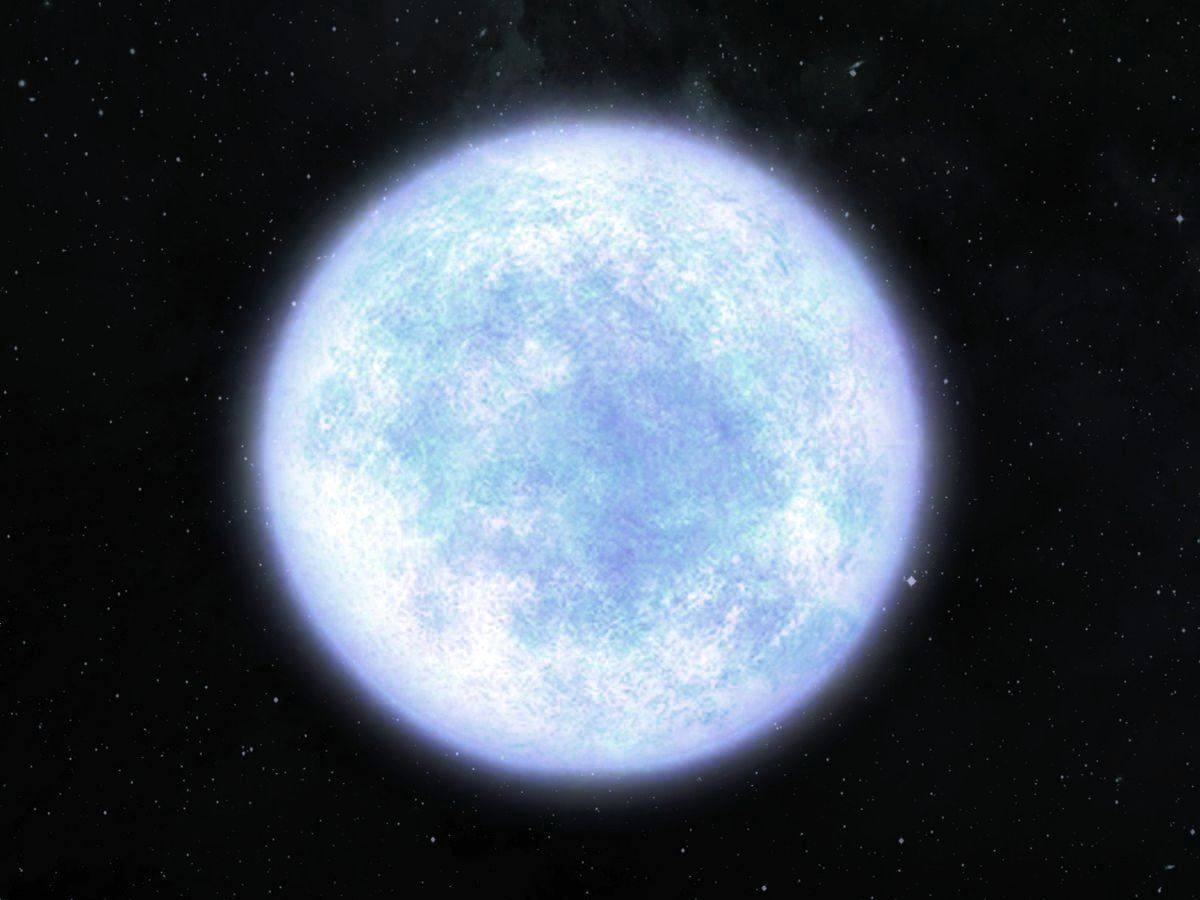
Голубой карлик в представлении художника

Голубые карлики — теоретический тип звёзд, в которые должны в результате эволюции превращаться маломассивные красные карлики. Согласно теоретическим расчётам, срок жизни красных карликов значительно превышает возраст Вселенной, поэтому ни один красный карлик ещё не стал голубым. Голубыми карликами должны становиться звёзды с массами от 0,08 M⊙ до примерно 0,16—0,20 M⊙. Например, красный карлик массой 0,1 M⊙ станет голубым карликом через 5,7 триллионов лет после формирования, если Вселенная сможет просуществовать столько времени. Его температура во время этой стадии превысит солнечную, но светимость не достигнет даже 0,01 L⊙.

## Эволюция
Звёзды главной последовательности светят за счёт термоядерных реакций с участием водорода в своих недрах, в результате чего звезда эволюционирует: меняется её химический состав и другие характеристики, в частности, увеличивается энерговыделение. При росте энерговыделения светимость звезды должна возрастать, следовательно, должна увеличиваться либо температура фотосферы, либо её радиус. Для того, чтобы увеличивался радиус, есть необходимые условия: заметное различие химического состава в ядре и в оболочках, а также рост оптической толщины фотосферы при росте температуры. Фотосфера звезды должна располагаться в области, где оптическая толщина невелика, и, если этот показатель растёт вместе с температурой, то фотосфера перемещается в области более низкой температуры. Эти условия выполняются для достаточно массивных звёзд, и они, расширяясь, становятся красными гигантами.
В отличие от них, самые маломассивные красные карлики остаются полностью конвективными на протяжении большей части своей жизни, а значит, химически однородными. Кроме того, температуры их фотосфер не так высоки, значит, они могут повышаться без заметного увеличения непрозрачности — они становятся голубыми карликами.
Маломассивные звёзды имеют гораздо больший срок жизни, чем остальные: из-за невысокой светимости они медленно расходуют водород, при этом из-за того, что такие звёзды конвективны, им доступен практически весь водород для реакций, в отличие от более массивных звёзд: например, Солнце в течение своей жизни израсходует 10 % водорода. В результате ядерное время для звезды массой 0,20 M⊙ составляет триллион лет, а для звезды массой 0,08 M⊙ — около 10 триллионов лет. Эти величины на порядки превосходят возраст Вселенной, поэтому существование голубых карликов в будущем выводится из численных моделей. Наблюдаемая наименьшая масса звёзд, которые успели сойти с главной последовательности, составляет 0,8 M⊙, и ни в одном красном карлике, которые составляют большинство всех звёзд, не проявились заметные эволюционные изменения. Кроме того, не все космологические параметры известны с достаточной точностью, чтобы гарантировать существование Вселенной в привычном виде до таких времён: например, при некотором наборе параметров, не исключённом наблюдениями, через 35 миллиардов лет после Большого взрыва может случиться Большой разрыв.

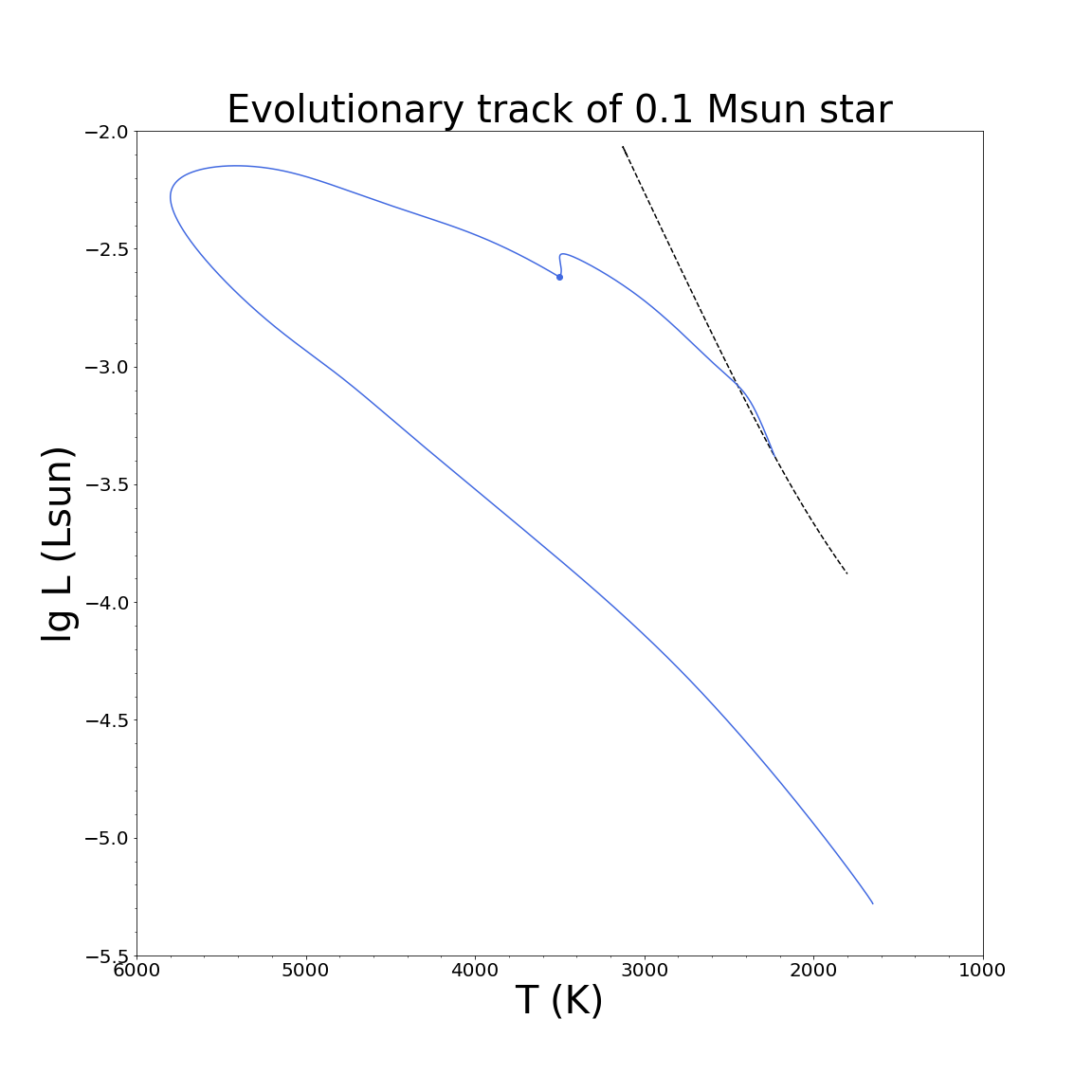
Эволюционный трек звезды с массой 0,1

Со временем у звёзд возрастает содержание гелия, что, согласно численному моделированию, приводит к увеличению прозрачности и в конечном итоге к прекращению конвекции в ядре, причём чем массивнее звезда, тем при меньшей доле гелия в звезде конвекция прекращается. У звёзд с массой менее 0,16 M⊙ увеличивается температура и светимость, а радиус меняется слабо, и они превращаются в голубые карлики. У более массивных красных карликов радиус заметно увеличивается, но не настолько, как у более массивных звёзд, превращающихся в красные гиганты: звезда с массой 0,16 M⊙ увеличивает радиус на 60 % от начального, а звезда с массой 0,20 M⊙ — более чем в пять раз. Этот диапазон масс может считаться пограничным между тем, при котором звёзды становятся красными гигантами, и тем, при котором они превращаются в голубые карлики. Звезды с массой 0,25 M⊙ уже однозначно становятся красными гигантами: конвекция в ядре прекращается, когда гелий составляет менее половины массы звезды, а их максимальный радиус более чем на порядок превышает начальный. Минимальная же масса для превращения в голубой карлик составляет 0,08 M⊙, поскольку объекты меньшей массы — коричневые карлики, неспособные поддерживать ядерное горение водорода. Когда термоядерные реакции прекращаются, звезда сжимается, остывает и тускнеет, превращаясь в гелиевый белый карлик.
Можно рассмотреть эволюцию звезды с массой 0,1 M⊙. На главной последовательности такая звезда имеет светимость 0,0004 L⊙ и температуру поверхности около 2230 K. Через 5,7 триллионов лет массовая доля водорода понизится до 16 % и конвекция в ядре прекратится — в этот момент температура поверхности звезды будет составлять 3450 K, а светимость — 0,003 L⊙. После этого звезда станет голубым карликом, и её эволюция будет идти быстрее: за следующие 400 миллиардов лет температура звезды превысит солнечную, но максимальная светимость звезды не достигнет даже 0,01 L⊙. В какой-то момент реакции в центре прекратятся и вещество в нём станет вырожденным, но реакции продолжат идти в слоевом источнике, а максимальная температура составит 5810 K. После этого звезда будет охлаждаться и тускнеть, в ней прекратятся термоядерные реакции и она станет белым карликом, массовая доля водорода в котором будет составлять лишь чуть больше 1 %. Другие звёзды эволюционируют похожим образом, но более массивные могут достигать большей температуры и светимости: так, например, поверхностная температура голубого карлика массой 0,16 M⊙ может превышать 8000 K, а светимость — 0,25 L⊙. Такая светимость может поддерживаться на приблизительно постоянном уровне в течение нескольких миллиардов лет, что может делать возможным развитие жизни в планетной системе такой звезды.

## История изучения
Современная методика расчёта эволюции звёзд была разработана в 1964 году Льюисом Хеньи, но в течение долгого времени рассматривалась только эволюция на временах менее 20 миллиардов лет, чего недостаточно для обнаружения изменений в красных карликах. Несмотря на то, что такие звёзды составляют бо́льшую часть всех звёзд, их долговременная эволюция и возможность превращения в голубые карлики впервые была подробно рассмотрена только в 1997 году группой учёных под руководством Питера Боденхеймера.